# Clinton (Nueva Jersey)
Clinton es un pueblo ubicado en el condado de Hunterdon en el estado estadounidense de Nueva Jersey. En el año 2010 tenía una población de 2.719 habitantes y una densidad poblacional de 734,86 personas por km².

## Geografía
Clinton se encuentra ubicado en las coordenadas 40°38′07″N 74°54′43″O / 40.63528, -74.91194.

## Demografía
Según la Oficina del Censo en 2000 los ingresos medios por hogar en la localidad eran de $78,121 y los ingresos medios por familia eran $88,671. Los hombres tenían unos ingresos medios de $61,442 frente a los $46,397 para las mujeres. La renta per cápita para la localidad era de $37,463. Alrededor del 2.8% de la población estaba por debajo del umbral de pobreza.